# Niclette Yamani Mbele
Niclette Yamani Mbele, née le 11 octobre 1990, est une lutteuse de la République démocratique du Congo. 
Elle remporte la médaille de bronze dans la catégorie des moins de 59 kg aux Championnats d'Afrique de lutte 2011 à Dakar.